# 二段燃焼サイクル

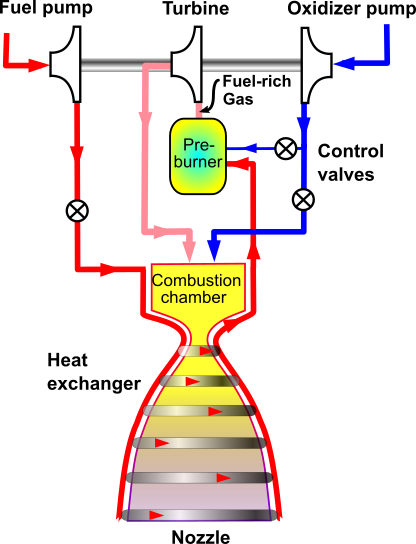
二段燃焼サイクルの模式図。一部の燃料と酸化剤を燃焼させ、ポンプを駆動する。

二段燃焼サイクル（にだんねんしょうサイクル）とは2液推進系ロケットエンジンの動作サイクルの1つである。推進剤の一部をプレバーナー（予燃焼室）であらかじめ燃焼させ、その燃焼ガスでターボポンプを駆動させる。その時の燃焼ガスはターボポンプで加圧された推進剤とともに主燃焼室に送られ燃焼する。
酸化剤と酸化される燃料という構成の場合、予燃における混合比について燃料リッチと酸化剤リッチの2つの場合がある。スペースシャトルのエンジンSSMEなどは燃料の比率が高い燃料リッチ（SSMEの場合は水素リッチ）であり、エネルギアのブースターに用いられたエンジンRD-170などは酸化剤の比率が高い酸化剤リッチ（この場合は酸素リッチ）である。酸素リッチの方が高出力を得られるが、高温の酸化性ガスにエンジン内面が晒されるという難しさがあり、旧ソビエト連邦～ロシアおよび中国以外では実用化された例がない。
二段燃焼サイクルの優位な点は、すべての推進剤が主燃焼室での燃焼に利用されエンジン全体としての比推力が高いこと、また高圧で燃焼できるため大気圧下においても効率の良い高膨張比のノズルを用いることが出来ることである。一方、部品点数が多くなり開発や製造はより困難になる。プレバーナーで発生させるガスはターボポンプを駆動した後においてもなお主燃焼室よりも高い圧力を保っていなくてはならないから、プレバーナーは極めて高圧で動作しなくてはならない。したがってプレバーナーに供給される推進剤を加圧するターボポンプはさらなる高圧で動作する必要が生じる。このようにシステム全体できわめて高い圧力での動作を要求することが二段燃焼サイクルエンジンの開発が困難な大きな理由である。

## 歴史
世界初の二段燃焼サイクルのエンジンは、1949年にソ連のヴァレンティン・グルシュコの下で働いていた技術者、アレクセイ・イサエフによって開発された。最初の二段燃焼サイクルエンジンであるS1.5400 (11D33) はイサエフの助手であったメルニコフが設計したソ連の惑星探査機打ち上げロケットに使用された。同時期（1959年）、ニコライ・クズネツォフはコロリョフの軌道周回ICBMであるGR-1用に閉サイクルのNK-9の開発を始めた。クズネツォフは後に失敗したN-1ロケット用のNK-15とNK-33エンジンに設計を取り入れた。ケロシン/液体酸素を推進剤として使用し、酸素リッチの燃焼ガスでターボポンプを駆動する設計を採用した。失敗したN1ロケットの1段目には30基のNK-15が搭載されていた。N-1計画が頓挫・中止されると、クズネツォフは改良型であるN-1Fロケットに搭載するつもりで開発し、大量に製造されていたNK-33を破壊するよう命じられたが、その後もクズネツォフは密かにエンジンを保管し続けていた。1990年代にエアロジェット社がクズネツォフの工場を訪れたが、エアロジェット社はNK-33の高い比推力などの仕様に懐疑的だったため、クズネツォフはエンジンをアメリカへ運んで試験を行った。酸素リッチ燃焼技術はアメリカの技術者も検討していたが、実現に至ってはいなかった。
推進剤に四酸化二窒素/非対称ジメチルヒドラジン (UDMH) を使用したRD-253は1963年頃にヴァレンティン・グルシュコによって開発され、1965年にプロトンに搭載された。エネルギアのブースターに採用されたRD-170は世界最強の二段燃焼サイクルエンジンで、後に小改良が加えられてRD-171となりゼニットで用いられている。また、RD-170/171で4個あった燃焼室を2個とし推力もおよそ半分としたRD-180エンジンはロッキード・マーティンが開発したアトラスIIIとアトラスVに搭載された。さらに燃焼室を1個として推力をRD-170の約1/4としたRD-191は、ロシアの新ロケットファミリーであるアンガラ向けに開発が続けられている。
西側では西ドイツのベルコウ社で1963年に初めて二段燃焼サイクルエンジンの試験が行われた。スペースシャトルに搭載されたSSMEやH-II/H-IIA/H-IIBのLE-7/LE-7Aは二段燃焼エンジンの典型である。
1950年代のイギリスのガンマエンジンのようなケロシン/過酸化水素を推進剤とするエンジンにも閉サイクル燃焼が採用された。
これは二段燃焼サイクルではないが、触媒によって過酸化水素が分解されてタービンを駆動する前に燃焼室内でケロシンと反応して燃焼させることにより、技術的な課題を回避しつつ二段燃焼サイクルの効率優位性を得ている。
スペースシャトルの主エンジン (SSME) は二段燃焼サイクルのエンジンで初めて液体酸素と液体水素を使用した。対するソビエト連邦のブラン往還機のRD-0120はSSMEに仕様は近いが、技術的に複数の差違がある。

## フル･フロー･二段燃焼サイクル

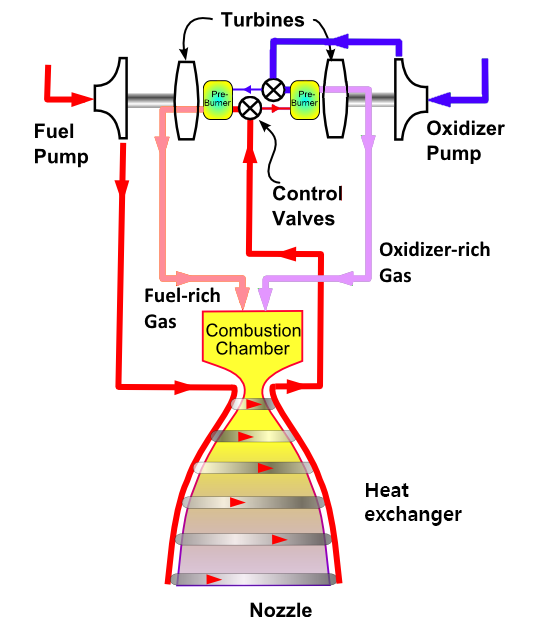
フル･フロー･二段燃焼サイクルの模式図。赤の半透明四角形（2つのタービンの内側）がプレバーナーで、通常の二段燃焼サイクルが1基なのに対し、FFSCCでは2基あることがわかる。

フル･フロー･二段燃焼サイクル (Full Flow Staged Combustion Cycle: FFSCC) は二段燃焼サイクルの一種である。例えば上記のような二段燃焼サイクルでは、プレバーナーで燃料リッチのガスが生成され、酸化剤の大半はターボポンプの駆動に使われること無くメインバーナーへ供給される。FFSCCでは供給される燃料と酸化剤のすべてが、ターボポンプの駆動に用いられる。つまり、燃料リッチ、酸化剤リッチの両方のガスが生成され、それぞれが独立したターボポンプの駆動に使われる。駆動に使われたガスはメインバーナーへ供給され、適切な燃焼比率で混合される。
FFSCCではタービンがより低い温度で、より多くの推進剤を供給することが可能であり、エンジンの長寿命化と高信頼性を達成することが出来る。また燃焼室の圧力を高めることが出来るので効率の向上にも寄与する。加えて、上記のような連結型のターボポンプで問題となる燃料と酸化剤のシーリングを考慮する必要が無い。燃料、酸化剤のいずれもが不完全燃焼の状態にあるということは、メインバーナー内における燃焼反応を促進するという意味で重要である。このことから、従来の二段燃焼サイクルに比べて比推力を10-20秒程度改善することが可能である（例 RD-270 & RD-0244）。
1960年代に旧ソ連のRD-270エンジンで試験された他、2010年代には米スペースX社がラプターエンジンで実用化している。

## 二段燃焼サイクルのエンジン
RD-8
ゼニットの上段に使用されるエンジン
RD-253
プロトンロケットの1段目のエンジンに使用される。推進剤は非対称ジメチルヒドラジン (UDMH) /四酸化二窒素
RD-270
UR-700、UR-900ロケットの1段目のエンジンに使用される。推進剤は非対称ジメチルヒドラジン (UDMH) /四酸化二窒素
NK-33
N-1ロケットの1段目のエンジン 推進剤はケロシン/液体酸素
RD-120
ゼニットの2段目のエンジン 推進剤はケロシン/液体酸素
RD-170
エネルギアロケットのブースターエンジン 推進剤はケロシン/液体酸素
RD-180
アトラス Vロケットの1段目のエンジン 推進剤はケロシン/液体酸素
RD-191
アンガラ・ロケット、KSLV-1の1段目のエンジン 推進剤はケロシン/液体酸素
RD-0120
エネルギアロケットのコアエンジン 推進剤は液体水素/液体酸素
RD-0124
アンガラ・ロケットのエンジン 推進剤はケロシン/液体酸素
RS-84
ケロシン/液体酸素を推進剤とする再使用型ロケットエンジンだが開発は中止された。
SSME
スペースシャトルのエンジン 推進剤は液体水素/液体酸素
LE-7
H-IIロケットの1段目のエンジン 推進剤は液体水素/液体酸素
LE-7A
H-IIAロケット、H-IIBロケットの1段目のエンジン 推進剤は液体水素/液体酸素
ラプター
スターシップ／スーパー・ヘビーに使用されるエンジン。推進剤は液体メタン/液体酸素。